# Schlossberg Staufen
Schlossberg Staufen ist ein Landschaftsschutzgebiet mit der Schutzgebietsnummer 3.15.020 im Landkreis Breisgau-Hochschwarzwald in Baden-Württemberg.  

## Lage und Beschreibung
Das Landschaftsschutzgebiet umfasst die markante Erhebung des Staufener Schlossbergs mit der Staufenburg. Es entstand durch Verordnung des Landratsamtes Breisgau-Hochschwarzwald vom 10. Dezember 1985. Der Schlossberg bildet mit der Nummer 202.01 eine eigenständige naturräumliche Teileinheit und gehört zum Naturraum 202-Freiburger Bucht innerhalb der naturräumlichen Haupteinheit 20-Südliches Oberrheintieftal. 

## Schutzzweck
Wesentlicher Schutzzweck ist laut Schutzgebietsverordnung die Erhaltung des charakteristischen, landschaftsprägenden Schlossbergs mit der kulturgeschichtlich bedeutsamen Schlossruine, mit Weinberganlagen, Gehölzen und Feldfluren als Lebensraum artenreicher Tier- und Pflanzengemeinschaften und als Erholungsraum für die Allgemeinheit.